# Horst Lipsch
Horst Lipsch (* 14. Januar 1925 in Berlin; † 9. März 1982 in Schwalmtal) war ein deutscher Pädagoge und Schriftsteller.

## Leben
Horst Lipsch war Lehrer und lebte im hessischen Alsfeld-Eifa. Zuletzt war er Direktor der Polizeischule des Bundesgrenzschutzes in Alsfeld. Er hat zahlreiche Kinder- und Jugendbücher  sowie Hörspiele geschrieben.

## Werke (Auswahl)
- Der Angeber. Göttingen: Fischer 1963.
- Die Entlarvung, Göttingen 1963.
- Die heimliche Hand, Göttingen 1963.
- Im 7. Himmel, Göttingen 1963.
- Absender unbekannt, Göttingen 1964.
- Eine schöne Bescherung, Göttingen 1964.
- Alarm für Funkstreife 3, Göttingen 1965.
- Kriminalkommissarin Jutta, Göttingen 1965.
- Mein Freund, der Streifenfahrer, Göttingen 1965.
- Vermißt wird ... Göttingen 1965.
- Das Geständnis, Göttingen 1966.
- Stips und Stupsi und ihr Igel, Göttingen 1966.
- Der Trick der 10 b, Göttingen 1966.
- Stips und Stupsi, die lustigen Zwillinge, Göttingen 1967.
- Ein Haus voller Hunde, Göttingen 1968.
- Hut ab vor Mary, Göttingen 1968.
- Kasperles Abenteuer, Göttingen 1968.
- Mary macht alles, Göttingen 1968.
- Mein drittes Märchen-Bilder-Buch, Göttingen 1968.
- Mein erstes Märchen-Bilder-Buch, Göttingen 1968.
- Mein zweites Märchen-Bilder-Buch, Göttingen 1968.
- Stips und Stupsi im Försterhaus, Göttingen 1968.
- Dora 4, bitte kommen, Göttingen 1969.
- In der Bar von nebenan, Göttingen 1969.
- Marion im Studio B, Göttingen 1969.
- Marion will zum Fernsehen, Göttingen 1969.
- Meine Freundin in der Schweiz, Göttingen 1970.
- Kein Esel ist wie Knickohr, Göttingen 1971.
- Martinas Wunderesel, Göttingen 1971.
- Adlerfeder auf dem Kriegspfad, Göttingen 1973.
- Sonderauftrag für Jutta, Göttingen 1973.
- Unser Freund, der Igel, Göttingen 1973, ISBN 3-439-00520-8.
- Gefährliches Doppelspiel, Göttingen 1975.
- Die heimliche Hand greift ein, Göttingen 1977.
- Auf Wiedersehen, Mary! Göttingen 1978.
- Schülerstreiche nach Geheimrezept, Göttingen 1978.
- Alles reißt sich um Mary, Göttingen 1984.

TV-Serie
- Ferdinand Fuchs bittet um Mitarbeit. Ratekrimi für Kinder von Peter Stripp, Regie: Bruno Voge, ARD-Krimiserie für Kinder mit 16 Folgen. 1967–69. Mit Horst Lipsch in der Titelrolle.,[1][2]